# Sabbat (série de téléfilms)
Pour les articles homonymes, voir Sabbat.
 Pour plus de détails, voir Fiche technique et Distribution
Sabbat (Sabbath) est une collection de 4 téléfilms de 90 minutes en coproduction franco-hispano-germano-italien-portugaise. 
Les réalisateurs impliqués dans la production comprennent des noms célèbres : Imanol Uribe. (Prix Goya du meilleur film en 1995 avec Días contados), Lamberto Bava (célèbre pour avoir réalisé et produit la série fantastique La Caverne de la rose d'or) et Pedro Olea (nommé pour le Prix Goya en 1993 pour Le Maître d'escrime).

## Synopsis
Chaque téléfilm de la collection Sabbat est autonome ; ils sont tous marqués par des thèmes surnaturels (allant du fantastique à l'horreur) issus des mythes et légendes du folklore européen, avec des histoires de sorcières, de curés, de démons et de malédictions.

## Liste des films
1. La Lune noire (La luna negra) réalisé par Imanol Uribe et diffusé le 15 septembre 1992[2] sur France 3. Avec Mario Adorf, Fernando Sancho.
2. Le Masque de Satan (La maschera del demonio) réalisé par Lamberto Bava et diffusé le 22 septembre 1992[3] sur France 3. Avec Debora Caprioglio, Eva Grimaldi.
3. La Légende du curé de Bargota (La leyenda del cura de Bargota) réalisé par Pedro Olea et diffusé le 29 septembre 1992[4] sur France 3. Avec Fernando Guillén Cuervo, Raf Vallone.
4. La Malédiction de Marialva (A Maldição do Marialva) réalisé par António de Macedo. Avec Lídia Franco, Carlos Santos et diffusé le 16 octobre 1992[5] sur France 3.

## Commentaires
- Le téléfilm réalisé par Lamberto Bava, Le Masque de Satan, est sorti en 1992 sur VHS au Japon sous le titre Demons 5. Il représente également un hommage au film Le Masque du démon réalisé par son père Mario Bava en 1960.

- Les téléfilms sont restés inédits en Italie pendant de nombreuses années et ce n'est que récemment que quatre d'entre eux ont été diffusés par la chaîne Top Crime en première partie de soirée : La luna negra a été diffusé le 10 mai 2014 ; Le Masque de Satan le 2 juin 2014 ; A Maldição do Marialva le 27 juin 2014 ; Le Curé de Bargota le 4 juillet 2014.
- Il convient de noter que dans les autres pays participant à la coproduction, les films ont été régulièrement diffusés à la télévision et sont également sortis dans les salles de cinéma.

## DVD
- En Espagne, ils ont été commercialisés (en langue espagnole) par So Good Ent. dans deux coffrets DVD : Sabbath vol. 1 contenant (La Lune noire, Le Masque de Satan, Anna Göldin, la dernière sorcière) et Sabbath vol. 2 avec (La Malédiction de Marialva, Marie la louve, La Légende du curé de Bargota).

- Le distributeur espagnol y a ajouté deux autres films n'appartenant pas à la collection originelle : Marie la louve réalisé par Daniel Wronecki. Avec Aurélie Gibert, Pierre Debauche. Et Anna Göldin, la dernière sorcière (Anna Göldin - Letzte Hexe) réalisé par Gertrud Pinkus . Avec Cornelia Kempers, Rüdiger Vogler.

- Chaque film est ouvert par un court générique de début, avec le mot Sabbath apparaissant sur des flammes et un fond noir.